# Волтер Роли
Волтер Роли или Рали (енгл. Sir Walter Raleigh, IPA: , око 1552 –- 1618) био је енглески истраживач, дворанин и песник, миљеник Елизабете I.
Рођен у Девону, Роли се 1578. прикључио пиратској експедицији у борби против Шпанаца на Западноиндијским острвима. Две године касније успешно је угушио побуну у Ирској. По повратку у Енглеску 1581. године постао је миљеник краљице Елизабете, која га је обасипала почастима и великим поседима у Ирској, где је, по предању, донео кромпир.
Од 1585. до 1589. Роли је организовао неколико колонијалних експедиција у Вирџинију, али се свака од њих завршила неуспехом. Његов положај краљичиног дворског миљеника 1587. године преузео је Војвода од Есекса. Када је 1592. откривена Ролијева тајна веза са Елизабетом Трокмортон, једном од краљичиних дворских дама, њих двоје су утамничени у лондонском Тауеру. Роли је откупио њихову слободу, али је протеран са двора. Касније се оженио Трокмортоновом.
1595. године отпловио је до реке Ориноко у Гвајани, у Јужној Америци, чувеној по легендарним рудницима злата Елдорада. Његов опис путовања Откриће Гвајане, један је од најлепших приказа пустоловних путовања из елизабетанског доба.
По доласку на престо енглески краљ Џејмс I видео је у Ролију непријатеља. Истраживач је оптужен за издају и оптужен на смрт. Међутим, помилован је и поново затворен у лондонски Тауер, где је између 1603. и 1616. писао поезију и започео своју Историју света, коју није довршио. Године 1616. у замену за слободу обећао је да ће за краља пронаћи злато у Гвајани. Експедиција је доживела неуспех, а Роли је по повратку погубљен.